# Cidade Amiga da Amazônia
Cidade Amiga da Amazônia, é um programa originado no Greenpeace com objetivo criar uma legislação municipal que elimine a madeira de origem ilegal e de desmatamentos criminosos de todas as compras municipais. Com isso, o programa deve ajudar a criar condições de mercado para a madeira produzida de forma sustentável na Amazônia. O programa foi concebido para transformar as compras municipais em política ambiental, adicionando um novo critério aos processos de licitação para compras de produtos e serviços que envolvam madeira da Amazônia.
Em 2008, o programa foi expandido em uma rede articulada pela Fundação Getulio Vargas, articulando os programas Cidade Amiga da Amazônia e Estado Amigo da Amazônia.

## Importância
Atualmente, a maior parte da madeira amazônica é produzida de forma ilegal e predatória. Quem extrai madeira ilegalmente não paga impostos, remunera mal seus empregados e invade áreas públicas ou protegidas para conseguir matéria-prima. Essa madeira, proveniente de extração irregular ou de desmatamentos não-autorizados, é muito mais barata do que a madeira produzida em planos de manejo sustentável, que demandam conhecimento técnico, documentação regular e responsabilidade social. Assim, a madeira de origem ilegal domina o mercado por conta da abundância e do preço baixo, inviabilizando a as chances de concorrência da madeira de manejo.
Segundo estudo conduzido pela FGV para a Rede Amigos da Amazônia, para se evitar que haja a compra de madeira ilegal ou predatória, há que se conjugarem instrumentos educativos a um processo licitatório qualificado, com critérios ambientais e sociais de sustentabilidade, com ferramentas de fiscalização, e caminhar para processos de certificação da madeira. Nesse sentido, parece haver uma tendência para transcender a rigidez de certas estruturas da administração pública com vistas à promoção de espaços de governança, nos quais os diversos atores envolvidos, governamentais ou não, possam discutir os problemas enfrentados e criar sistemas de gestão ambiental efetiva na liquidação da ilegalidade existente na cadeia de custódia da madeira nativa de origem amazônica, e os consequentes impactos negativos do desmatamento e da degradação de florestas tropicais.
Ao se tornar Cidade Amiga da Amazônia, a prefeitura estará contribuindo de forma concreta para mudar este quadro, já que deixará de incentivar a indústria madeireira que destrói ilegalmente a Amazônia e passará a beneficiar empresários que estão realmente comprometidos com o desenvolvimento sustentável da região. É o mercado consumidor fazendo a sua parte para garantir um futuro para a maior floresta tropical do planeta e condições decentes de sobrevivência aos seus 20 milhões de habitantes.

## Como se tornar membro
O primeiro passo para um município se tornar uma Cidade Amiga da Amazônia é assinar um Termo de Compromisso, assumindo as demandas do programa. Na seqüência, é estabelecido um Grupo de Trabalho que reúne representantes de setores do governo municipal e da sociedade civil e que estará encarregado de elaborar a legislação municipal e definir o melhor instrumento jurídico (decreto, projeto de lei) para implementá-la. O Greenpeace contribui neste processo com informações, oferecendo inclusive um modelo de projeto de lei formulado por juristas que inclui todos os critérios do programa. Este modelo foi desenvolvido para servir como um guia de referência na elaboração da legislação de cada cidade, facilitando o trabalho dos departamentos jurídicos dos municípios. Uma vez elaborada, a legislação deve ser apresentada à Câmara dos Vereadores) e aos demais setores da sociedade para discussão e informação.

## Lista de municípios participantes

### Estado de São Paulo
- Americana
- Barueri
- Bauru
- Botucatu
- Campinas
- Conchas
- Diadema
- Guarulhos
- Lins
- Mauá
- Osasco
- Piracicaba
- Ribeirão Pires
- Rio Grande da Serra
- Santo André
- Santos
- São Bernardo do Campo
- São Caetano do Sul
- São Carlos
- São José dos Campos
- São Manuel
- São Paulo
- Sorocaba

### Rio Grande do Sul
- Cachoeirinha
- Porto Alegre
- Rio Grande
- Santa Maria
- São Leopoldo

### Pernambuco
- Olinda
- Recife

### Paraná
- Apucarana

### Bahia
- Salvador

### Ceará
- Fortaleza

### Amazonas
- Manaus